# Parafontaria laminata
Parafontaria laminata är en mångfotingart som först beskrevs av Carl Graf Attems 1909.  Parafontaria laminata ingår i släktet Parafontaria och familjen Xystodesmidae. Inga underarter finns listade i Catalogue of Life.